# Nie
Nie (с пол. — «Нет», также «NIE — dziennik cotygodniowy» (с пол. — «НЕТ — еженедельный ежедневник») — польская еженедельная сатирическая и общественно-политическая газета.
Основана в 1990 году журналистом и бывшим пресс-секретарем правительства ПНР Ежи Урбаном, который одновременно является главным редактором издания.
Еженедельник занимает левые и антиклерикальные позиции, выступает с резкой критикой Католической церкви и представителей правых и националистических политических сил, в частности, партии «Право и справедливость», поддерживая политические организации социал-демократической направленности (Союз демократических левых сил и другие).